# Демонологія

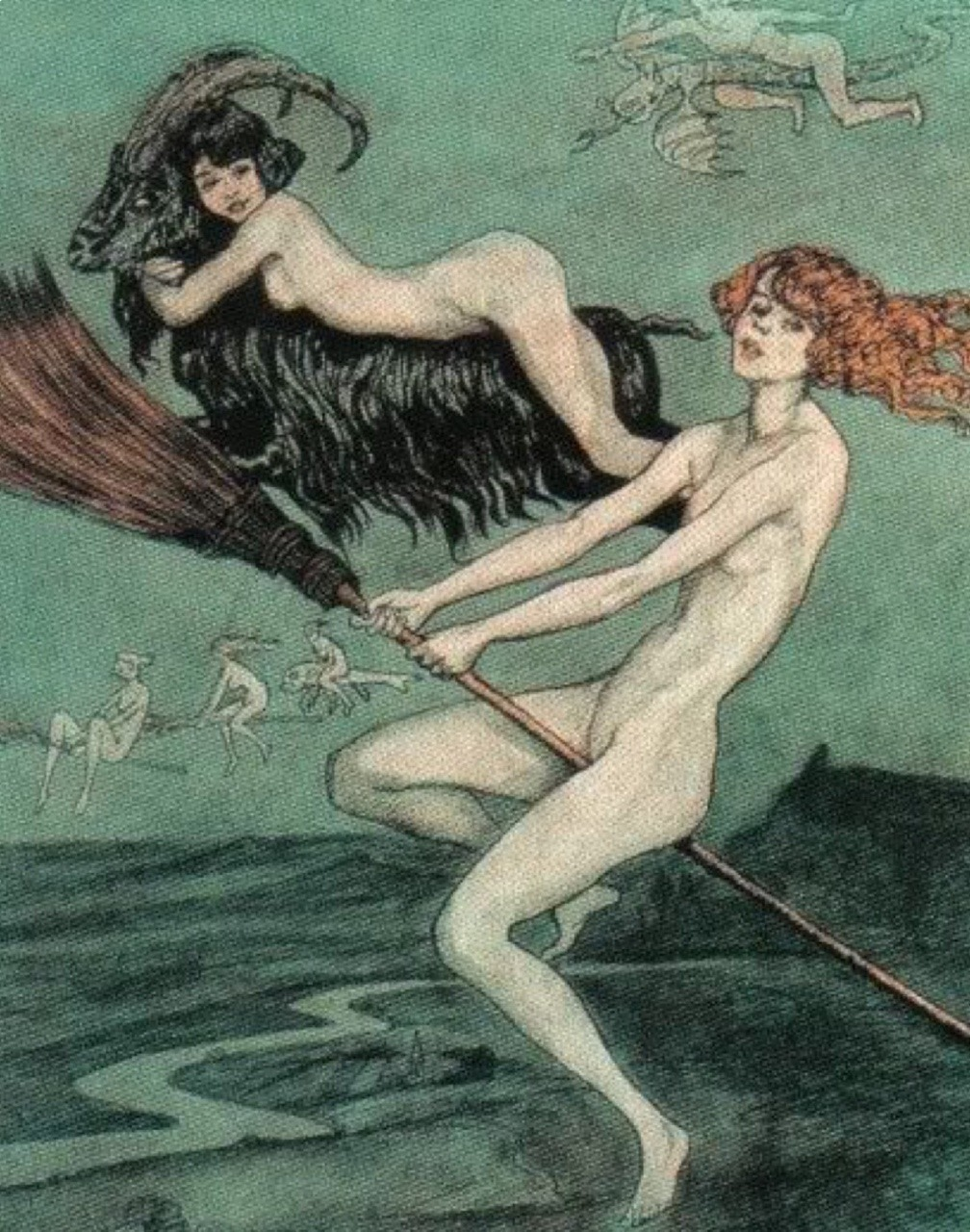
Політ Відьом, Отто Гьотце

Демоноло́гія (от дав.-гр. δαίμων — «божество» + λόγος — «слово, вчення») — це сукупність міфічних народних уявлень і переконань, яка спирається на віру в існування злих духів (демонів); галузь езотеричної літератури. Також релігійне вчення про нібито існуючу нечисту силу — демонів, чортів, відьом, джинів тощо.
Демон (у грецькій міфології) — це узагальнене уявлення про певну невизначену і неоформлену божественну силу зла чи, рідше, добра. Ранні християнські уявлення про демонів пов'язані з образом злої, демонічної сили. 
Демон — умовне позначення тих надприродних персонажів, які не є богами і займають у порівнянні з богами нижче місце в ієрархії, чи знаходяться на нижчих рівнях у даній міфологічній системі. У більш вузькому і точному значенні демони — злі духи.

## Джерело
- Мифы народов мира. — Т.1. -М.,1980. -С.366-367.(рос.)